# سیلویا کادرز
سیلویا کادرز (انگلیسی: Sylvia Kauders؛ ۱ دسامبر ۱۹۲۱ – ۵ مه ۲۰۱۶) بازیگر اهل ایالات متحده آمریکا بود. وی دانش‌آموختهٔ دانشگاه پنسیلوانیا بود و مابین سال‌های ۱۹۸۰ تا ۲۰۱۶ میلادی فعالیت می‌کرد.
از فیلم‌ها یا مجموعه‌های تلویزیونی که وی در آن‌ها نقش داشته است، می‌توان به معمای قتل منهتن، جنایت و جنحه، درون لوین دیویس، تالار شهر، غارتگر ۲، اونو تحلیل کن، خانواده سوپرانو و نظم و قانون: واحد قربانیان ویژه اشاره نمود.